# Мадкип
Мадкип (яп. ミズゴロウ мидзугоро:, англ. Mudkip) — один из самых известных покемонов, созданный Кэном Сугимори. Впервые он появился в игре Pokémon Ruby и Sapphire и её продолжении, Pokémon Emerald, а затем и в различном мерчендайзе, анимационной и печатной адаптации франчайза.
В игре Ruby и Sapphire, вышедшей в 2003 году, Мадкип является одним из трёх стартовых покемонов, которого игрок может выбрать в самом начале игры. Увидеть его можно и на коробках с играми Pokémon Mystery Dungeon: Blue Rescue Team, Pokémon Pinball: Ruby & Sapphire, Pokémon Channel и Pokémon Dash.

## Концепция и характеристики
Мадкип является покемоном-амфибией. Большой плавник на его голове служит своего рода радаром, который позволяет Мадкипу свободно ориентироваться на суше и в воде. Когда Мадкип находится в воде, то для дыхания он использует жабры за своими щеками, а хвостовой плавник помогает ему плыть. Несмотря на маленький размер, Мадкипы считаются весьма сильными существами; они запросто могут разбивать большие булыжники. Когда Мадкипы спят, то они зарываются в слой ила на дне водоёма. Мадкипы селятся группами в болотах или заболоченных водоёмах, а также в глубине островов, так как им не нравятся водоёмы со свежей водой.

## Появления

### В компьютерных играх
Впервые Мадкип появился в игре Pokémon Ruby и Sapphire, затем в её продолжении — Pokémon Emerald. Он — один из трёх стартовых покемонов, наряду с Трико и Торчиком, одного из которых игрок выбирает себе в компаньоны в начале игры. После того, как Мадкип наберёт в боях достаточно опыта, он эволюционирует в Марштомпа — покемона нового вида, который потом в свою очередь эволюционирует в Свамперта. В игре Pokémon HeartGold и SoulSilver Мадкипа, Трико или Торчика можно получить от Стивена Стоуна после того, как игрок одержит победу над финальным боссом — Рэдом.
Кроме основной серии игр, Мадкип появлялся в играх Pokémon Pinball: Ruby & Sapphire, Pokémon Trozei!, сериях Pokémon Mystery Dungeon и Pokémon Ranger, играх Pokémon Channel и PokéPark Wii: Pikachu's Adventure. Наконец, Мадкип появлялся в игре Super Smash Bros. Brawl в качестве трофея, который можно получить, лишь выполнив специальное условие.

### В аниме
В аниме Брок, покемоновод и бывший лидер стадиона, встречает своего Мадкипа на острове Дьюфорд. Когда герои поднимались по водопаду, они встретили небольшую группу Мадкипов. Брок спас маленького Мадкипа, когда того унесло потоком воды. Лотад, один из покемонов Брока, и Мадкип вместе противостояли Команде R, и после этого Мадкип решил присоединиться к покемонам Брока. Главная роль в сериале всегда достаётся Мадкипу, когда нужно, например, искать предметы на дне океана. Кроме того, именно Мадкип всегда руководит покемонами, когда их тренеров нет поблизости. Мадкип Брока эволюционировал в Марштомпа во время боя с Гровайлом Эша. В группе героев однажды появлялся ещё один Мадкип, когда друзья встретили тренера по имени Николай.

### В манге

Зузу в Pokémon Adventures

В манге Pokémon Adventures, сюжет которой полностью основан на сюжете Pokémon Ruby и Sapphire, Руби, протагонист-мальчик, в качестве стартового покемона получает от профессора Бёрча Мадкипа по имени Зузу. Руби становится координатором покемонов — человеком, который предпочитает участие в конкурсах покемонов боям — и выступает там вместе с Зузу. В начале Руби не везло с Зузу, так как тот не был таким же красивым, как другие покемоны, но позже Зузу хорошо проявил себя в конкурсах крутизны. Зузу также был первым покемоном, с которым Руби сражался против Сапфэйр — протагониста-девочки, соперницы Руби. Зузу неожиданно эволюционировал в Марштомпа, когда Руби был в Слейтпорт-Сити, а затем и в Свамперта, когда они были в Фортри-Сити.

## Отзывы
В блоге Kotaku Мадкип был назван одним из самых узнаваемых покемонов. На сайте YouTube Мадкипу посвящено огромное количество видео, связанного с интернет-мемом «So I herd you liek Mudkips». На портале GameFAQs Мадкип принимал участие в шестом и седьмом поединках между известными игровыми персонажами, оба из которых он проиграл. Сайт GamesRadar, цитируя мемы Форчана, охарактеризовал их как «один большой кусок игрового говна, про который мы все уже устали слушать», приводя в качестве примера Мадкипа. Первого апреля 2008 года DeviantART в качестве первоапрельской шутки заменил аватары своих пользователей на изображения Мадкипа.
Статья на IGN, посвящённая Мадкипу, начинается со слов «Мадкип —это не что-то особенное». Как сказано дальше, «природа Мадкипа на самом деле очень нежная». Один из редакторов сайта GameZone, jkdmedia, комментируя дизайн Мадкипа, говорит, что даже не может описать, что же это за «смешное водное существо». Грег Касавин с сайта GameSpot пишет, что Мадкип «хорошо сочетается со старой доброй классикой покемонов вроде Пикачу, Псидака и Коффинга» IGN писал о низкой популярности Мадкипа у игроков, хотя, по их мнению, это лучший стартовый покемон Ruby и Sapphire, преимущества которого пригодятся в начале игры. Михаэль Вриланд из GameSpy назвал Мадкипа «странным, но сбалансированным». Однако всё тот же IGN заявил, что другие стартовые покемоны были лучше. Редактор сайта Comics Alliance Крис Симс утверждал, что стартовые покемоны со времён Red и Blue стали хуже, и привёл в пример Мадкипа.